# Adolf Lohmann (Komponist)
Adolf Lohmann (* 10. Januar 1907 in Düsseldorf; † 19. Oktober 1983 ebenda) war ein deutscher Musikpädagoge und Komponist von Kirchenmusik. Mehrere seiner Melodien sind im Gotteslob enthalten.

## Leben
Adolf Lohmann wirkte in Düsseldorf als Musiklehrer und Fachberater für Schulmusik. 1937 wurde er von der nationalsozialistischen Kultusbehörde als Volksschullehrer nach Goch strafversetzt. 1949 kehrte er nach Düsseldorf zurück.
Lohmann war Leiter verschiedener Erwachsenen- und Jugendchöre und führte, vor allem im Haus Altenberg, Musikwochenenden sowie Fortbildungsveranstaltungen für Chorleiter durch. Er vertonte in der Zeit des Nationalsozialismus mehrere Kirchenlieder, die von Georg Thurmair, dem Sekretär des Katholischen Jungmännerverbandes, gedichtet worden waren und der herrschenden Ideologie eine dezidierte Christus- und Kirchenbindung entgegensetzten.
Für den Christophorus-Verlag war er als Herausgeber und Lektor tätig. Er veröffentlichte mehr als ein Dutzend Lieder- und Chorbücher. 150 Lieder, 30 Kanons und etwa 450 Chor- und Instrumentalsätze stammen aus seiner Feder.
In Goch wurde 1999 eine Straße nach ihm benannt.

## Melodien im Gotteslob
- O Herr, aus tiefer Klage (GL 271)
- Singt dem Herrn ein neues Lied (GL 409)
- Wir sind nur Gast auf Erden (GL 505)
- Dein Reich, o Herr, wird kommen (Diözesananhänge)
- Herz Jesu, Gottes Opferbrand (GL 371, Text von Franz Johannes Weinrich)
- Macht weit die Pforten in der Welt (GL 360)
- Nun, Brüder, sind wir frohgemut (Diözesananhänge)
- Neuzeller Wallfahrtslied, Maria, Mutter, Friedenshort (Diözesanteil der ostdeutschen Bistümer 860)
- Der Tag ist aufgegangen, gekürzte Fassung einer Melodie von 1767 (Diözesanteile)